# Neven Žugaj
Neven Žugaj (ur. 19 kwietnia 1983) – chorwacki zapaśnik walczący w stylu klasycznym. Olimpijczyk z Londynu 2012, gdzie zajął dziesiąte miejsce w kategorii 74 kg.
Srebrny medalista mistrzostw świata w 2014 i brązowy w 2014. Trzeci na mistrzostwach Europy w 2005.
Czternasty na igrzyskach europejskich w 2015. Zdobył srebrny medal na igrzyskach śródziemnomorskich w 2013; brązowy w 2009 i dziewiąte miejsce w 2005. Mistrz śródziemnomorski w 2010 i 2012. Mistrz świata wojskowych w 2008
roku.
Jego brat Nenad Žugaj również jest zapaśnikiem, olimpijczykiem z Londynu 2012, medalistą mistrzostw świata i Europy.